# (26639) Murgaš
(26639) Murgaš, désignation internationale (26639) Murgas, est un astéroïde de la ceinture principale.

## Description
(26639) Murgas est un astéroïde de la ceinture principale. Il fut découvert le 5 mai 2000 à l'Observatoire d'Ondřejov par Peter Kušnirák. Il présente une orbite caractérisée par un demi-grand axe de 2,36 UA, une excentricité de 0,16 et une inclinaison de 4,6° par rapport à l'écliptique.

## Compléments